# Moret-sur-Loing
Moret-sur-Loing – miejscowość i dawna gmina we Francji, w regionie Île-de-France, w departamencie Sekwana i Marna. W 2013 roku jej populacja wynosiła 6991 mieszkańców. 
W dniu 1 stycznia 2015 roku z połączenia trzech ówczesnych gmin – Écuelles oraz Moret-sur-Loing – utworzono nową gminę Orvanne. Siedzibą gminy została miejscowość Moret-sur-Loing. Jednak już 1 stycznia 2016 roku z połączenia trzech ówczesnych gmin – Épisy, Montarlot oraz Orvanne – utworzono nową gminę Moret-Loing-et-Orvanne. Siedzibą gminy została miejscowość Moret-sur-Loing. 